# Llista de topònims de Sant Joan Despí
Llista de topònims (noms propis de lloc) del municipi de Sant Joan Despí, al Baix Llobregat
Informació actualitzada per un bot. Els canvis manuals es perdran quan s'actualitzi!

## arbre singular
| imatge | Nom                             | Ubicat a        | instància de   | Detalls      | coordenades                                                                  | Protecció | Commons (més fotos)          | Dades a WD                    |
| ------ | ------------------------------- | --------------- | -------------- | ------------ | ---------------------------------------------------------------------------- | --------- | ---------------------------- | ----------------------------- |
|        | Pittosporum de Can Pau Torrents | Sant Joan Despí | arbre singular | 19th century | 41° 22′ 16″ N, 2° 03′ 13″ E / 41.37103°N,2.05363°E ca:Masia Can Pau Torrents |           | Pitòspor de Can Pau Torrents | Modifica les dades a Wikidata |
|        | pi de Can Tous                  | Sant Joan Despí | arbre singular | 20th century | 41° 22′ 20″ N, 2° 03′ 06″ E / 41.37236°N,2.05165°E ca:Masia Can Tous         |           |                              | Modifica les dades a Wikidata |

## canal
| imatge | Nom                             | Ubicat a | instància de       | Detalls                                                            | coordenades                                                            | Protecció | Commons (més fotos)             | Dades a WD                    |
| ------ | ------------------------------- | --- | ------------------ | ------------------------------------------------------------------ | ---------------------------------------------------------------------- | --------- | ------------------------------- | ----------------------------- |
|        | canal de la Dreta del Llobregat | Baix Llobregat | canal canal de reg | Desemboca: mar Mediterrània                                        | 41° 18′ 25″ N, 2° 06′ 48″ E / 41.30705222914242°N,2.1132159233093266°E |           | Canal de la Dreta del Llobregat | Modifica les dades a Wikidata |
|        | canal de la Infanta             | Molins de Rei Sant Feliu de Llobregat Sant Joan Despí Cornellà de Llobregat l'Hospitalet de Llobregat Zona Franca de Barcelona | canal              | 1819 Llarg: 17.42km Ample: 4m Superfície: 3200ha Profunditat: 1.5m | 41° 24′ 35″ N, 2° 01′ 03″ E / 41.4096°N,2.01744°E                      |           | Canal de la Infanta             | Modifica les dades a Wikidata |

## casa
| imatge | Nom                                            | Ubicat a        | instància de | Detalls                                                                                        | coordenades                                                                                      | Protecció                                                               | Commons (més fotos)                                | Dades a WD                    |
| ------ | ---------------------------------------------- | --------------- | ------------ | ---------------------------------------------------------------------------------------------- | ------------------------------------------------------------------------------------------------ | ----------------------------------------------------------------------- | -------------------------------------------------- | ----------------------------- |
|        | Ca l'Armant                                    | Sant Joan Despí | casa         | 19th century                                                                                   | 41° 21′ 53″ N, 2° 03′ 38″ E / 41.36476°N,2.06058°E ca:C. Bon Viatge, 37                          |                                                                         |                                                    | Modifica les dades a Wikidata |
|        | Cal Roda                                       | Sant Joan Despí | casa         | Estil: arquitectura eclèctica Estat: enderrocat o destruït                                     | 41° 31′ 19″ N, 2° 09′ 00″ E / 41.52182910540129°N,2.1499615927221125°E                           | bé integrant del patrimoni cultural català                              |                                                    | Modifica les dades a Wikidata |
|        | Cal Roldan                                     | Sant Joan Despí | casa         | Estil: arquitectura popular 1910                                                               | 41° 22′ 35″ N, 2° 03′ 03″ E / 41.37636°N,2.050955°E ca:Camí del Mig, disseminat 23 27 msnm       | bé integrant del patrimoni cultural català                              | Cal Roldan                                         | Modifica les dades a Wikidata |
|        | Cal Sugranyes                                  | Sant Joan Despí | casa         | Estil: arquitectura eclèctica Estat: enderrocat o destruït                                     |                                                                                                  | bé integrant del patrimoni cultural català                              |                                                    | Modifica les dades a Wikidata |
|        | Cal Tusquets                                   | Sant Joan Despí | casa         | Estil: arquitectura eclèctica                                                                  | 41° 22′ 06″ N, 2° 03′ 47″ E / 41.3684°N,2.06305°E                                                | bé integrant del patrimoni cultural català                              | Cal Tusquets (Sant Joan Despí)                     | Modifica les dades a Wikidata |
|        | Can Felip                                      | Sant Joan Despí | casa         | Estil: arquitectura romànica                                                                   | 41° 22′ 27″ N, 2° 02′ 57″ E / 41.3743°N,2.04908°E ca:Camí del Mig, Disseminat, 22                | bé integrant del patrimoni cultural català                              | Can Felip (Sant Joan Despí)                        | Modifica les dades a Wikidata |
|        | Can Quicol                                     | Sant Joan Despí | casa         | 1925                                                                                           | 41° 22′ 01″ N, 2° 03′ 30″ E / 41.36698°N,2.05826°E ca:C. Baltasar d'Espanya, 48                  |                                                                         |                                                    | Modifica les dades a Wikidata |
|        | Casa Engràcia Viñas                            | Sant Joan Despí | casa         | Arquitecte: Ignasi Mas i Morell Estil: arquitectura modernista 1911 1910s                      | 41° 22′ 05″ N, 2° 03′ 24″ E / 41.367984°N,2.056758°E ca:Carrer Mossèn Cinto Verdaguer, 28-30     | bé integrant del patrimoni cultural català                              | Casa Engràcia Viñas                                | Modifica les dades a Wikidata |
|        | Casa Lofriu                                    | Sant Joan Despí | casa         | Estil: arquitectura neoclàssica Estat: enderrocat o destruït                                   |                                                                                                  | bé integrant del patrimoni cultural català                              |                                                    | Modifica les dades a Wikidata |
|        | Casa Trinitat Greuzer                          | Sant Joan Despí | casa         | Estil: noucentisme                                                                             | 41° 22′ 04″ N, 2° 03′ 37″ E / 41.3679°N,2.06018°E ca:Francesc Macià, 6                           | bé integrant del patrimoni cultural català                              | Casa Trinitat Greuzer                              | Modifica les dades a Wikidata |
|        | Torre Giralt                                   | Sant Joan Despí | casa         | Estil: noucentisme                                                                             | 41° 22′ 03″ N, 2° 03′ 37″ E / 41.3674°N,2.06029°E                                                | bé integrant del patrimoni cultural català                              | Torre Giralt (Sant Joan Despí)                     | Modifica les dades a Wikidata |
|        | Vil·la Elena                                   | Sant Joan Despí | casa         | Arquitecte: Ignasi Mas i Morell Estil: modernisme català arquitectura modernista               | 41° 22′ 05″ N, 2° 03′ 36″ E / 41.3681°N,2.06011°E                                                | bé integrant del patrimoni cultural català                              | Vil·la Elena (Sant Joan Despí)                     | Modifica les dades a Wikidata |
|        | Vil·la Engràcia                                | Sant Joan Despí | casa         | Estil: arquitectura eclèctica Estat: enderrocat o destruït                                     |                                                                                                  | bé integrant del patrimoni cultural català                              |                                                    | Modifica les dades a Wikidata |
|        | Vil·la José                                    | Sant Joan Despí | casa         | Arquitecte: Ignasi Mas i Morell Estil: modernisme català arquitectura modernista               | 41° 22′ 05″ N, 2° 03′ 36″ E / 41.3681°N,2.06001°E                                                | bé integrant del patrimoni cultural català                              | Vil·la José (Sant Joan Despí)                      | Modifica les dades a Wikidata |
|        | cal Liron                                      | Sant Joan Despí | casa         | Estil: arquitectura eclèctica 16th century                                                     | 41° 22′ 18″ N, 2° 03′ 07″ E / 41.371705°N,2.051971°E ca:Camí del Mig, disseminat 13 16 msnm      | bé integrant del patrimoni cultural català                              | Cal Liron                                          | Modifica les dades a Wikidata |
|        | cal Passani                                    | Sant Joan Despí | casa         | Arquitecte: Josep Maria Jujol i Gibert Estil: arquitectura modernista 1932                     | 41° 22′ 18″ N, 2° 03′ 26″ E / 41.371543°N,2.057134°E ca:Carrer Francesc Macià, 44 14 msnm        | bé integrant del patrimoni cultural català                              | Cal Passani (Sant Joan Despí)                      | Modifica les dades a Wikidata |
|        | can Cases                                      | Sant Joan Despí | casa         | Estil: arquitectura popular 18th century                                                       | 41° 21′ 57″ N, 2° 03′ 20″ E / 41.365899°N,2.055626°E ca:Major, 41 13 msnm                        | bé integrant del patrimoni cultural català bé amb protecció urbanística | Can Cases (Sant Joan Despí)                        | Modifica les dades a Wikidata |
|        | casa Jujol                                     | Sant Joan Despí | casa         | Estil: arquitectura modernista                                                                 | 41° 22′ 06″ N, 2° 03′ 25″ E / 41.3683°N,2.05698°E ca:Carrer Mossèn Cinto Verdaguer, 31           | bé integrant del patrimoni cultural català                              | Casa Jujol (Sant Joan Despí)                       | Modifica les dades a Wikidata |
|        | casa Rovira                                    | Sant Joan Despí | casa         | Arquitecte: Josep Graner i Prat Josep Maria Jujol i Gibert Estil: arquitectura modernista 1927 | 41° 22′ 05″ N, 2° 03′ 24″ E / 41.36814°N,2.056629°E ca:Carrer Mossèn Cinto Verdaguer, 27 14 msnm | bé integrant del patrimoni cultural català                              | Casa Rovira (Sant Joan Despí)                      | Modifica les dades a Wikidata |
|        | casa de la Riera d'en Nofre, 3                 | Sant Joan Despí | casa         | 1926                                                                                           | 41° 22′ 11″ N, 2° 03′ 18″ E / 41.36976°N,2.0551°E ca:Riera d'en Nofre, 3                         |                                                                         |                                                    | Modifica les dades a Wikidata |
|        | casa del Camí del Mig, 23                      | Sant Joan Despí | casa         | Arquitecte: Josep Maria Jujol i Gibert 1924                                                    | 41° 22′ 06″ N, 2° 03′ 17″ E / 41.36847°N,2.05461°E ca:Camí del Mig, 23                           |                                                                         |                                                    | Modifica les dades a Wikidata |
|        | casa del carrer Baltasar d'Espanya, 55         | Sant Joan Despí | casa         | 20th century                                                                                   | 41° 22′ 03″ N, 2° 03′ 31″ E / 41.36739°N,2.05852°E ca:C. Baltasar d'Espanya, 55                  |                                                                         |                                                    | Modifica les dades a Wikidata |
|        | casa del carrer Francesc Macià, 17             | Sant Joan Despí | casa         | 20th century                                                                                   | 41° 22′ 08″ N, 2° 03′ 32″ E / 41.36882°N,2.05891°E ca:C. Francesc Macià, 17                      |                                                                         |                                                    | Modifica les dades a Wikidata |
|        | casa del carrer de les Torres, 12              | Sant Joan Despí | casa         | 19th century                                                                                   | 41° 22′ 04″ N, 2° 03′ 30″ E / 41.36791°N,2.0582°E ca:C. de les Torres, 12                        |                                                                         |                                                    | Modifica les dades a Wikidata |
|        | casa del carrer de les Torres, 16              | Sant Joan Despí | casa         | 20th century                                                                                   | 41° 22′ 05″ N, 2° 03′ 29″ E / 41.368°N,2.05815°E ca:C. de les Torres, 16                         |                                                                         |                                                    | Modifica les dades a Wikidata |
|        | casa del carrer de les Torres, 4               | Sant Joan Despí | casa         | 1925                                                                                           | 41° 22′ 04″ N, 2° 03′ 30″ E / 41.36776°N,2.05838°E ca:C. de les Torres, 4                        |                                                                         |                                                    | Modifica les dades a Wikidata |
|        | casa del passeig Maluquer, 7                   | Sant Joan Despí | casa         | 20th century                                                                                   | 41° 22′ 04″ N, 2° 03′ 36″ E / 41.36765°N,2.06013°E ca:Passeig Maluquer, 7                        |                                                                         |                                                    | Modifica les dades a Wikidata |
|        | cases del carrer Montjuïc, 20 i 22             | Sant Joan Despí | casa         | 20th century                                                                                   | 41° 21′ 54″ N, 2° 03′ 30″ E / 41.36506°N,2.05828°E ca:C. Montjuïc, 20 i 22                       |                                                                         |                                                    | Modifica les dades a Wikidata |
|        | cases del carrer Montjuïc, 26, 28, 32          | Sant Joan Despí | casa         | 20th century                                                                                   | 41° 21′ 55″ N, 2° 03′ 30″ E / 41.36518°N,2.0584°E ca:C. Montjuïc, 26, 28, 32                     |                                                                         |                                                    | Modifica les dades a Wikidata |
|        | habitatge al carrer Baltasar d'Espanya, 3      | Sant Joan Despí | casa         | Estil: arquitectura modernista                                                                 | 41° 21′ 58″ N, 2° 03′ 23″ E / 41.366073°N,2.056289°E ca:Carrer Baltasar d'Espanya, 3             | bé integrant del patrimoni cultural català                              | Carrer Baltasar d'Espanya 3                        | Modifica les dades a Wikidata |
|        | habitatge al carrer Francesc Macià, 2          | Sant Joan Despí | casa         | Estil: noucentisme Estat: enderrocat o destruït                                                | 41° 22′ 02″ N, 2° 03′ 39″ E / 41.3672996946275°N,2.0608359999290267°E                            | bé integrant del patrimoni cultural català                              |                                                    | Modifica les dades a Wikidata |
|        | habitatge al carrer Montjuïc, 38               | Sant Joan Despí | casa         | Arquitecte: Josep Ros i Ros Estil: arquitectura modernista 1916                                | 41° 21′ 56″ N, 2° 03′ 31″ E / 41.365651°N,2.058731°E ca:Carrer Montjuïc, 38 16 msnm              | bé integrant del patrimoni cultural català                              | Carrer Montjuïc 38 (Sant Joan Despí)               | Modifica les dades a Wikidata |
|        | habitatge al carrer Mossèn Cinto Verdaguer, 24 | Sant Joan Despí | casa         | Estil: arquitectura modernista 20th century Estat: enderrocat o destruït                       | 41° 22′ 04″ N, 2° 03′ 24″ E / 41.36786°N,2.056533°E ca:Carrer Mossèn Cinto Verdaguer, 24 14 msnm | bé integrant del patrimoni cultural català                              | Carrer Mossèn Cinto Verdaguer 24 (Sant Joan Despí) | Modifica les dades a Wikidata |
|        | habitatge al carrer d'en Ribas, 6              | Sant Joan Despí | casa         | Estil: arquitectura eclèctica 20th century                                                     | 41° 21′ 55″ N, 2° 03′ 28″ E / 41.365304°N,2.05765°E ca:C. d'en Ribes, 6 15 msnm                  | bé integrant del patrimoni cultural català                              | Habitatge al carrer d'en Ribes, 6                  | Modifica les dades a Wikidata |
|        | habitatges al camí del Mig                     | Sant Joan Despí | casa         | Estil: arquitectura popular                                                                    | 41° 22′ 07″ N, 2° 03′ 17″ E / 41.368513°N,2.054669°E                                             | bé integrant del patrimoni cultural català                              | Habitatges al camí del Mig                         | Modifica les dades a Wikidata |
|        | habitatges al carrer Baltasar d'Espanya, 2-20  | Sant Joan Despí | casa         | Estil: arquitectura eclèctica 19th century                                                     | 41° 21′ 58″ N, 2° 03′ 24″ E / 41.366012°N,2.056548°E ca:C. Baltasar d'Espanya, 2-20 13 msnm      | bé integrant del patrimoni cultural català                              | Carrer Baltasar d'Espanya 2-20                     | Modifica les dades a Wikidata |
|        | habitatges al carrer Francesc Macià, 16        | Sant Joan Despí | casa         | Estil: noucentisme Estat: enderrocat o destruït                                                |                                                                                                  | bé integrant del patrimoni cultural català                              |                                                    | Modifica les dades a Wikidata |
|        | habitatges al carrer Frederic Casas            | Sant Joan Despí | casa         | Estil: arquitectura popular                                                                    | 41° 22′ 04″ N, 2° 03′ 17″ E / 41.3678°N,2.0547°E                                                 | bé integrant del patrimoni cultural català                              | Habitatges al carrer Frederic Casas                | Modifica les dades a Wikidata |
|        | habitatges al carrer Major, 82-104             | Sant Joan Despí | casa         | Estil: arquitectura popular 20th century Estat: enderrocat o destruït                          | 41° 22′ 06″ N, 2° 03′ 13″ E / 41.368284°N,2.053622°E ca:C. Major, 82-104 (desapareguts)          | bé integrant del patrimoni cultural català                              | Habitatges al carrer Major, 82-104                 | Modifica les dades a Wikidata |
|        | habitatges al carrer Montjuïc                  | Sant Joan Despí | casa         | Estil: arquitectura eclèctica                                                                  | 41° 21′ 53″ N, 2° 03′ 29″ E / 41.3648°N,2.05811°E                                                | bé integrant del patrimoni cultural català                              | Habitatges al carrer Montjuïc                      | Modifica les dades a Wikidata |
|        | habitatges al carrer del Ferrocarril           | Sant Joan Despí | casa         | Estil: arquitectura popular 20th century                                                       | 41° 22′ 19″ N, 2° 03′ 27″ E / 41.371857°N,2.05741°E ca:C. del Ferrocarril, 10-23 27 msnm         | bé integrant del patrimoni cultural català                              | Habitatges al carrer del Ferrocarril               | Modifica les dades a Wikidata |
|        | habitatges al passeig Canalias                 | Sant Joan Despí | casa         | Estil: arquitectura popular 20th century                                                       | 41° 22′ 05″ N, 2° 03′ 34″ E / 41.36796°N,2.059487°E ca:Pg. Canalies, 1-9 24 msnm                 | bé integrant del patrimoni cultural català                              | Habitatges al passeig Canalias                     | Modifica les dades a Wikidata |
|        | les Begudes                                    | Sant Joan Despí | casa         | Estil: arquitectura popular 17th century                                                       | 41° 22′ 24″ N, 2° 02′ 47″ E / 41.373456°N,2.046503°E ca:Les Begudes 17 msnm                      | bé integrant del patrimoni cultural català                              | Les Begudes (Sant Joan Despí)                      | Modifica les dades a Wikidata |
|        | torre Concepció                                | Sant Joan Despí | casa         | Arquitecte: Salvador Sellés i Baró Estil: noucentisme 1932                                     | 41° 22′ 05″ N, 2° 03′ 28″ E / 41.368038°N,2.057862°E ca:C. de les Torres, 7 16 msnm              | bé integrant del patrimoni cultural català                              | Torre Concepció (Sant Joan Despí)                  | Modifica les dades a Wikidata |
|        | torre Vídua Comes                              | Sant Joan Despí | casa         | Arquitecte: Marcel·lià Coquillat i Llofriu Estil: arquitectura modernista 1915                 | 41° 22′ 09″ N, 2° 03′ 34″ E / 41.369103°N,2.059419°E ca:Carrer Francesc Macià, 10 32 msnm        | bé integrant del patrimoni cultural català                              | Torre Vídua Comes (Sant Joan Despí)                | Modifica les dades a Wikidata |

## creu de terme
| imatge | Nom                     | Ubicat a        | instància de  | Detalls                                          | coordenades                                                               | Protecció                                  | Commons (més fotos) | Dades a WD                    |
| ------ | ----------------------- | --------------- | ------------- | ------------------------------------------------ | ------------------------------------------------------------------------- | ------------------------------------------ | ------------------- | ----------------------------- |
|        | Creu de Muntaner        | Sant Joan Despí | creu de terme | Estil: arquitectura neoclàssica Estat: desmuntat |                                                                           | bé integrant del patrimoni cultural català |                     | Modifica les dades a Wikidata |
|        | creu de la Santa Missió | Sant Joan Despí | creu de terme | 20th century                                     | 41° 22′ 03″ N, 2° 03′ 21″ E / 41.3675°N,2.05584°E ca:Pl. de l'Església, 1 |                                            |                     | Modifica les dades a Wikidata |

## edifici
| imatge | Nom                                    | Ubicat a        | instància de | Detalls                                                      | coordenades                                                                                   | Protecció                                  | Commons (més fotos)                          | Dades a WD                    |
| ------ | -------------------------------------- | --------------- | ------------ | ------------------------------------------------------------ | --------------------------------------------------------------------------------------------- | ------------------------------------------ | -------------------------------------------- | ----------------------------- |
|        | Foment Cultural i Artístic             | Sant Joan Despí | edifici      | Estil: arquitectura eclèctica                                | 41° 21′ 57″ N, 2° 03′ 22″ E / 41.3657°N,2.0562°E ca:Major, 54                                 | bé integrant del patrimoni cultural català | Foment Cultural i Artístic (Sant Joan Despí) | Modifica les dades a Wikidata |
|        | Residència Geriàtrica Santa Rita       | Sant Joan Despí | edifici      | Estil: noucentisme 1915                                      | 41° 22′ 16″ N, 2° 03′ 27″ E / 41.371189°N,2.057481°E ca:C. Francesc Macià, 40 25 msnm         | bé integrant del patrimoni cultural català | Residència Geriàtrica Santa Rita             | Modifica les dades a Wikidata |
|        | Torre d'aigua del Parc de Torreblanca  | Sant Joan Despí | edifici      | 19th century                                                 | 41° 22′ 38″ N, 2° 03′ 28″ E / 41.37724°N,2.05771°E ca:Parc de Torreblanca                     |                                            |                                              | Modifica les dades a Wikidata |
|        | Torre de la Falange                    | Sant Joan Despí | edifici      | Estil: arquitectura eclèctica Estat: enderrocat o destruït   |                                                                                               | bé integrant del patrimoni cultural català |                                              | Modifica les dades a Wikidata |
|        | local de les Filles de Maria           | Sant Joan Despí | edifici      | Estil: noucentisme 20th century                              | 41° 22′ 05″ N, 2° 03′ 24″ E / 41.367929°N,2.056667°E ca:C. Mossèn Cinto Verdaguer, 26 14 msnm | bé integrant del patrimoni cultural català | Local de les Filles de Maria                 | Modifica les dades a Wikidata |
|        | mercat municipal de Sant Joan Baptista | Sant Joan Despí | edifici      | Arquitecte: Cèsar Martinell i Brunet Estil: noucentisme 1930 | 41° 22′ 00″ N, 2° 03′ 20″ E / 41.366721°N,2.05543°E ca:Pl. de la Constitució 14 msnm          | bé integrant del patrimoni cultural català | Mercat municipal de Sant Joan Baptista       | Modifica les dades a Wikidata |

## element arquitectònic
| imatge | Nom                                  | Ubicat a        | instància de          | Detalls                                     | coordenades                                                                   | Protecció | Commons (més fotos) | Dades a WD                    |
| ------ | ------------------------------------ | --------------- | --------------------- | ------------------------------------------- | ----------------------------------------------------------------------------- | --------- | ------------------- | ----------------------------- |
|        | Fust de la tanca de Can Pau Torrents | Sant Joan Despí | element arquitectònic |                                             | 41° 22′ 14″ N, 2° 03′ 12″ E / 41.37042°N,2.05335°E ca:Camí del Mig            |           |                     | Modifica les dades a Wikidata |
|        | Reixa de Can Quicol                  | Sant Joan Despí | element arquitectònic | Arquitecte: Josep Maria Jujol i Gibert 1929 | 41° 22′ 01″ N, 2° 03′ 29″ E / 41.367°N,2.05814°E ca:C. Baltasar d'Espanya, 48 |           |                     | Modifica les dades a Wikidata |
|        | Tanca del carrer Francesc Macià, 1   | Sant Joan Despí | element arquitectònic | Arquitecte: Josep Maria Jujol i Gibert 1925 | 41° 22′ 02″ N, 2° 03′ 38″ E / 41.36734°N,2.06057°E ca:C. Francesc Macià, 1    |           |                     | Modifica les dades a Wikidata |
|        | Templet del Parc de Torreblanca      | Sant Joan Despí | element arquitectònic | 19th century                                | 41° 22′ 40″ N, 2° 03′ 25″ E / 41.37769°N,2.05697°E ca:Parc de Torreblanca     |           |                     | Modifica les dades a Wikidata |

## església
| imatge | Nom                                      | Ubicat a        | instància de | Detalls                           | coordenades                                                                           | Protecció                                  | Commons (més fotos)                   | Dades a WD                    |
| ------ | ---------------------------------------- | --------------- | ------------ | --------------------------------- | ------------------------------------------------------------------------------------- | ------------------------------------------ | ------------------------------------- | ----------------------------- |
|        | Sant Joan Baptista de Sant Joan Despí    | Sant Joan Despí | església     |                                   | 41° 22′ 02″ N, 2° 03′ 21″ E / 41.3672°N,2.05593°E                                     | bé integrant del patrimoni cultural català | Sant Joan Baptista de Sant Joan Despí | Modifica les dades a Wikidata |
|        | Santa Maria del Bon Viatge               | Sant Joan Despí | església     | Estil: arquitectura romànica 1200 | 41° 22′ 01″ N, 2° 03′ 22″ E / 41.3669°N,2.05613°E ca:carrer del Bon Viatge            | bé integrant del patrimoni cultural català | Santa Maria del Bon Viatge            | Modifica les dades a Wikidata |
|        | església de Santa Maria del Pla del Vent | Sant Joan Despí | església     | 20th century                      | 41° 22′ 39″ N, 2° 03′ 38″ E / 41.37744°N,2.06062°E ca:Carrer del Jovent, 5            |                                            |                                       | Modifica les dades a Wikidata |
|        | església de la Mare de Déu del Carme     | Sant Joan Despí | església     | 2017                              | 41° 22′ 04″ N, 2° 04′ 18″ E / 41.36764°N,2.07165°E ca:C. Josep Maria Trias de Bes, 12 |                                            |                                       | Modifica les dades a Wikidata |

## estructura arquitectònica
| imatge | Nom                                     | Ubicat a        | instància de              | Detalls                  | coordenades                                                                                                | Protecció | Commons (més fotos) | Dades a WD                    |
| ------ | --------------------------------------- | --------------- | ------------------------- | ------------------------ | --- | --------- | ------------------- | ----------------------------- |
|        | Ocell de forja de la tanca de Can Negre | Sant Joan Despí | estructura arquitectònica | Estil: modernisme català | 41° 22′ 04″ N, 2° 03′ 28″ E / 41.36780548095703°N,2.057677984237671°E ca:Cor de la Flora / Plaça Catalunya |           |                     | Modifica les dades a Wikidata |
|        | Porta de Cal Manyà                      | Sant Joan Despí | estructura arquitectònica | Estil: modernisme català | 41° 22′ 04″ N, 2° 03′ 30″ E / 41.36790466308594°N,2.0582070350646973°E ca:Torres, 12                       |           |                     | Modifica les dades a Wikidata |

## habitatge unifamiliar
| imatge | Nom               | Ubicat a        | instància de          | Detalls                                                                                 | coordenades                                                                                      | Protecció                                            | Commons (més fotos) | Dades a WD                    |
| ------ | ----------------- | --------------- | --------------------- | --------------------------------------------------------------------------------------- | ------------------------------------------------------------------------------------------------ | ---------------------------------------------------- | ------------------- | ----------------------------- |
|        | Torre Serra-Xaus  | Sant Joan Despí | habitatge unifamiliar | Arquitecte: Josep Maria Jujol i Gibert Estil: modernisme català arquitectura modernista | 41° 22′ 05″ N, 2° 03′ 25″ E / 41.36811389°N,2.05683611°E                                         | bé integrant del patrimoni cultural català           | Casa Serra Xaus     | Modifica les dades a Wikidata |
|        | Torre de la Creu  | Sant Joan Despí | habitatge unifamiliar | Arquitecte: Josep Maria Jujol i Gibert Estil: modernisme català 1913                    | 41° 22′ 05″ N, 2° 03′ 37″ E / 41.3681°N,2.06039°E ca:Passeig de Canalies, 14 26 msnm             | bé d'interès cultural bé cultural d'interès nacional | Torre de la Creu    | Modifica les dades a Wikidata |
|        | casa Modes Tàpias | Sant Joan Despí | habitatge unifamiliar | Arquitecte: Josep Maria Jujol i Gibert                                                  | 41° 21′ 58″ N, 2° 03′ 33″ E / 41.3661°N,2.0592°E ca:Carrer de Montjuic 48, 08970 Sant Joan Despí |                                                      |                     | Modifica les dades a Wikidata |

## hotel
| imatge | Nom                               | Ubicat a        | instància de | Detalls | coordenades                                        | Protecció | Commons (més fotos) | Dades a WD                    |
| ------ | --------------------------------- | --------------- | ------------ | ------- | -------------------------------------------------- | --------- | ------------------- | ----------------------------- |
|        | Hotel Exe Barcelona Gate          | Sant Joan Despí | hotel        |         | 41° 21′ 58″ N, 2° 03′ 06″ E / 41.36607°N,2.05173°E |           |                     | Modifica les dades a Wikidata |
|        | Novotel Barcelona Sant Joan Despí | Sant Joan Despí | hotel        |         | 41° 22′ 30″ N, 2° 04′ 20″ E / 41.3749°N,2.07209°E  |           |                     | Modifica les dades a Wikidata |

## masia
| imatge | Nom                    | Ubicat a        | instància de | Detalls                                                              | coordenades                                                                                 | Protecció                                                               | Commons (més fotos)            | Dades a WD                    |
| ------ | ---------------------- | --------------- | ------------ | -------------------------------------------------------------------- | ------------------------------------------------------------------------------------------- | ----------------------------------------------------------------------- | ------------------------------ | ----------------------------- |
|        | Cal Figo Vell          | Sant Joan Despí | masia        |                                                                      | 41° 22′ 21″ N, 2° 03′ 15″ E / 41.37246507348534°N,2.05420732498169°E                        |                                                                         | Cal Figo Vell                  | Modifica les dades a Wikidata |
|        | Cal Lèrem              | Sant Joan Despí | masia        | Estil: arquitectura popular 17th century                             | 41° 22′ 17″ N, 2° 03′ 09″ E / 41.371258°N,2.052631°E ca:Camí del Mig, disseminat 8 16 msnm  | bé integrant del patrimoni cultural català                              | Cal Lèrem                      | Modifica les dades a Wikidata |
|        | Cal Magí de les Vaques | Sant Joan Despí | masia        |                                                                      | 41° 22′ 18″ N, 2° 03′ 20″ E / 41.3716192498196°N,2.05547046503207°E                         |                                                                         |                                | Modifica les dades a Wikidata |
|        | Cal Maset              | Sant Joan Despí | masia        | Estil: arquitectura del Renaixement                                  | 41° 22′ 12″ N, 2° 03′ 16″ E / 41.370016°N,2.054362°E ca:Camí del Mig, Disseminat, 3         |                                                                         | Cal Maset (Sant Joan Despí)    | Modifica les dades a Wikidata |
|        | Cal Massota            | Sant Joan Despí | masia        |                                                                      | 41° 22′ 25″ N, 2° 03′ 34″ E / 41.3737225605091°N,2.05932638210113°E                         |                                                                         |                                | Modifica les dades a Wikidata |
|        | Cal Moixet             | Sant Joan Despí | masia        |                                                                      | 41° 22′ 13″ N, 2° 03′ 09″ E / 41.3702168901378°N,2.05252533024174°E                         |                                                                         |                                | Modifica les dades a Wikidata |
|        | Cal Pigat              | Sant Joan Despí | masia        | Estil: arquitectura barroca Estat: enderrocat o destruït             | 41° 22′ 26″ N, 2° 03′ 04″ E / 41.373806°N,2.050999°E                                        | bé integrant del patrimoni cultural català                              |                                | Modifica les dades a Wikidata |
|        | Cal Rei                | Sant Joan Despí | masia        | Estil: arquitectura popular 17th century                             | 41° 22′ 20″ N, 2° 03′ 11″ E / 41.372159°N,2.053124°E ca:Camí del Mig, disseminat 12 16 msnm | bé integrant del patrimoni cultural català                              | Cal Rei (Sant Joan Despí)      | Modifica les dades a Wikidata |
|        | Cal Xalant             | Sant Joan Despí | masia        |                                                                      | 41° 21′ 47″ N, 2° 03′ 32″ E / 41.3629361770284°N,2.05878829645126°E                         |                                                                         |                                | Modifica les dades a Wikidata |
|        | Can Bernis             | Sant Joan Despí | masia        |                                                                      | 41° 22′ 21″ N, 2° 03′ 24″ E / 41.37238°N,2.05677°E                                          |                                                                         | Can Bernis                     | Modifica les dades a Wikidata |
|        | Can Calders            | Sant Joan Despí | masia        |                                                                      | 41° 22′ 16″ N, 2° 03′ 18″ E / 41.3712006347387°N,2.05495038961163°E                         |                                                                         |                                | Modifica les dades a Wikidata |
|        | Can Canalies           | Sant Joan Despí | masia        | Estil: arquitectura popular                                          | 41° 22′ 04″ N, 2° 03′ 14″ E / 41.367888888889°N,2.05375°E ca:carrer Major, 69-71            |                                                                         | Can Canalies                   | Modifica les dades a Wikidata |
|        | Can Codina             | Sant Joan Despí | masia        | Estil: arquitectura popular 11st century                             | 41° 22′ 31″ N, 2° 02′ 56″ E / 41.3752°N,2.04888°E ca:Camí del Mig, disseminat 26 21 msnm    | bé integrant del patrimoni cultural català                              | Can Codina (Sant Joan Despí)   | Modifica les dades a Wikidata |
|        | Can Jaume Bo           | Sant Joan Despí | masia        | Estil: arquitectura popular                                          | 41° 22′ 25″ N, 2° 02′ 52″ E / 41.3736°N,2.04767°E                                           | bé integrant del patrimoni cultural català                              | Can Jaume Bo                   | Modifica les dades a Wikidata |
|        | Can Maluquer           | Sant Joan Despí | masia        | Estil: barroc                                                        | 41° 22′ 00″ N, 2° 03′ 32″ E / 41.3668°N,2.05892°E ca:Rius i Taulet, 4                       | bé integrant del patrimoni cultural català                              | Can Maluquer (Sant Joan Despí) | Modifica les dades a Wikidata |
|        | Can Negre              | Sant Joan Despí | masia        | Arquitecte: Josep Maria Jujol i Gibert Estil: modernisme català 1922 | 41° 22′ 03″ N, 2° 03′ 28″ E / 41.36743°N,2.05784°E ca:Plaça de Catalunya 15 msnm            | bé d'interès cultural bé cultural d'interès nacional                    | Can Negre                      | Modifica les dades a Wikidata |
|        | Can Pau Torrents       | Sant Joan Despí | masia        |                                                                      | 41° 22′ 16″ N, 2° 03′ 12″ E / 41.3711°N,2.05342°E ca:Despoblat, 20                          | bé integrant del patrimoni cultural català                              | Can Pau Torrents               | Modifica les dades a Wikidata |
|        | Can Pau Ventura        | Sant Joan Despí | masia        | Estil: arquitectura popular 18th century                             | 41° 22′ 19″ N, 2° 03′ 09″ E / 41.371986°N,2.052435°E ca:Camí del Mig, disseminat 14 17 msnm | bé integrant del patrimoni cultural català                              | Can Pau Ventura                | Modifica les dades a Wikidata |
|        | Can Po Cardona         | Sant Joan Despí | masia        | Estil: arquitectura barroca                                          | 41° 22′ 13″ N, 2° 03′ 15″ E / 41.3702°N,2.05404°E ca:Camí del Mig, Disseminat, 4            | bé integrant del patrimoni cultural català                              | Can Po Cardona                 | Modifica les dades a Wikidata |
|        | Can Sandiumenge        | Sant Joan Despí | masia        |                                                                      | 41° 21′ 52″ N, 2° 03′ 26″ E / 41.364405°N,2.057201°E ca:Major, 31 / Barca                   | bé amb protecció urbanística                                            |                                | Modifica les dades a Wikidata |
|        | Can Serra              | Sant Joan Despí | masia        | Estil: noucentisme 18th century                                      | 41° 21′ 54″ N, 2° 03′ 24″ E / 41.364953°N,2.056573°E ca:Major, 33-35 13 msnm                | bé integrant del patrimoni cultural català bé amb protecció urbanística | Can Serra (Sant Joan Despí)    | Modifica les dades a Wikidata |
|        | Can Torres             | Sant Joan Despí | masia        |                                                                      | 41° 21′ 17″ N, 2° 02′ 21″ E / 41.3546751942642°N,2.03903895105629°E                         |                                                                         |                                | Modifica les dades a Wikidata |
|        | Can Tous               | Sant Joan Despí | masia        | Estil: arquitectura popular 16th century                             | 41° 22′ 20″ N, 2° 03′ 05″ E / 41.37233°N,2.051273°E ca:Camí del Mig, disseminat 16 16 msnm  | bé integrant del patrimoni cultural català                              | Can Tous (Sant Joan Despí)     | Modifica les dades a Wikidata |
|        | Can Trabal             | Sant Joan Despí | masia        |                                                                      | 41° 22′ 35″ N, 2° 03′ 04″ E / 41.3764034536932°N,2.05123970252781°E                         |                                                                         | Can Trabal (Sant Joan Despí)   | Modifica les dades a Wikidata |
|        | Can Trias de Bes       | Sant Joan Despí | masia        | Estil: arquitectura barroca                                          | 41° 21′ 54″ N, 2° 03′ 24″ E / 41.364953°N,2.056573°E ca:Major 37-39                         | bé integrant del patrimoni cultural català bé amb protecció urbanística | Can Trias de Bes               | Modifica les dades a Wikidata |
|        | Casa Gamisans          | Sant Joan Despí | masia        | Estil: modernisme català                                             | 41° 22′ 03″ N, 2° 03′ 36″ E / 41.3673681162377°N,2.05992010566842°E ca:Pg. Maluquer, 4      |                                                                         |                                | Modifica les dades a Wikidata |

## monument
| imatge | Nom                           | Ubicat a        | instància de | Detalls                                                     | coordenades                                                                | Protecció                                  | Commons (més fotos) | Dades a WD                    |
| ------ | ----------------------------- | --------------- | ------------ | ----------------------------------------------------------- | -------------------------------------------------------------------------- | ------------------------------------------ | ------------------- | ----------------------------- |
|        | Monument a Josep Anselm Clavé | Sant Joan Despí | monument     | 1963                                                        | 41° 22′ 07″ N, 2° 03′ 36″ E / 41.36861°N,2.05987°E ca:Pl. de l'Estació     |                                            |                     | Modifica les dades a Wikidata |
|        | Monument a Josep Maluquer     | Sant Joan Despí | monument     | 1961                                                        | 41° 22′ 03″ N, 2° 03′ 21″ E / 41.36738°N,2.0559°E ca:C. Catalunya          |                                            |                     | Modifica les dades a Wikidata |
|        | Monument a Lluís Companys     | Sant Joan Despí | monument     | 1997                                                        | 41° 22′ 14″ N, 2° 03′ 21″ E / 41.3705°N,2.05575°E ca:Pl. de Lluís Companys |                                            |                     | Modifica les dades a Wikidata |
|        | Monument als Caiguts          | Sant Joan Despí | monument     | Estil: arquitectura modernista Estat: enderrocat o destruït |                                                                            | bé integrant del patrimoni cultural català |                     | Modifica les dades a Wikidata |

## obra escultòrica
| imatge | Nom                 | Ubicat a        | instància de     | Detalls            | coordenades                                                                                     | Protecció                                  | Commons (més fotos) | Dades a WD                    |
| ------ | ------------------- | --------------- | ---------------- | ------------------ | ----------------------------------------------------------------------------------------------- | ------------------------------------------ | ------------------- | ----------------------------- |
|        | Escultura           | Sant Joan Despí | obra escultòrica | Estil: noucentisme | 41° 22′ 08″ N, 2° 03′ 33″ E / 41.368895°N,2.059223°E                                            | bé integrant del patrimoni cultural català |                     | Modifica les dades a Wikidata |
|        | Escultura 'Alegria' | Sant Joan Despí | obra escultòrica | 2007               | 41° 22′ 09″ N, 2° 03′ 08″ E / 41.36921°N,2.05219°E ca:C. de la Creu d'en Muntaner               |                                            |                     | Modifica les dades a Wikidata |
|        | Escultura 'la Poma' | Sant Joan Despí | obra escultòrica | 2015               | 41° 21′ 44″ N, 2° 03′ 26″ E / 41.36215°N,2.05726°E ca:Avda. Barcelona/ Rambla Josep Maria Jujol |                                            |                     | Modifica les dades a Wikidata |

## parada de tramvia
| imatge | Nom                                      | Ubicat a        | instància de      | Detalls                                  | coordenades                                                       | Protecció | Commons (més fotos)     | Dades a WD                    |
| ------ | ---------------------------------------- | --------------- | ----------------- | ---------------------------------------- | ----------------------------------------------------------------- | --------- | ----------------------- | ----------------------------- |
|        | Estació d'Hospital Sant Joan Despí - TV3 | Sant Joan Despí | parada de tramvia |                                          | 41° 22′ 21″ N, 2° 04′ 33″ E / 41.37238°N,2.0757°E                 |           |                         | Modifica les dades a Wikidata |
|        | Estació de Bon Viatge                    | Sant Joan Despí | parada de tramvia | Anomenat per: Santa Maria del Bon Viatge | 41° 21′ 53″ N, 2° 03′ 32″ E / 41.364613888889°N,2.0588083333333°E |           |                         | Modifica les dades a Wikidata |
|        | Estació de Centre Miquel Martí i Pol     | Sant Joan Despí | parada de tramvia |                                          | 41° 22′ 07″ N, 2° 04′ 17″ E / 41.368702777778°N,2.0712888888889°E |           |                         | Modifica les dades a Wikidata |
|        | Estació de Llevant - les Planes          | Sant Joan Despí | parada de tramvia |                                          | 41° 22′ 16″ N, 2° 04′ 34″ E / 41.37102°N,2.07619°E                |           |                         | Modifica les dades a Wikidata |
|        | Estació de la Fontsanta                  | Sant Joan Despí | parada de tramvia | Anomenat per: Parc de la Fontsanta       | 41° 22′ 04″ N, 2° 03′ 47″ E / 41.367786111111°N,2.0629277777778°E |           | Fontsanta Trambaix stop | Modifica les dades a Wikidata |

## parc
| imatge | Nom                                   | Ubicat a        | instància de       | Detalls | coordenades                                                | Protecció | Commons (més fotos)  | Dades a WD                    |
| ------ | ------------------------------------- | --------------- | ------------------ | ------- | ---------------------------------------------------------- | --------- | -------------------- | ----------------------------- |
|        | Jardí Botànic Jaume Salvador i Pedrol | Sant Joan Despí | parc jardí botànic |         |                                                            |           |                      | Modifica les dades a Wikidata |
|        | Parc de la Fontsanta                  | Sant Joan Despí | parc               |         | 41° 22′ 16″ N, 2° 04′ 18″ E / 41.37111°N,2.07161°E 64 msnm |           | Parc de la Fontsanta | Modifica les dades a Wikidata |

## polígon industrial
| imatge | Nom                                | Ubicat a        | instància de       | Detalls | coordenades                                                         | Protecció | Commons (més fotos) | Dades a WD                    |
| ------ | ---------------------------------- | --------------- | ------------------ | ------- | ------------------------------------------------------------------- | --------- | ------------------- | ----------------------------- |
|        | Polígon industrial de la Fontsanta | Sant Joan Despí | polígon industrial |         | 41° 22′ 15″ N, 2° 03′ 44″ E / 41.3709531074166°N,2.06212845730606°E |           |                     | Modifica les dades a Wikidata |
|        | Polígon industrial del Pont Reixat | Sant Joan Despí | polígon industrial |         | 41° 22′ 42″ N, 2° 04′ 08″ E / 41.3783136566358°N,2.06895883607847°E |           |                     | Modifica les dades a Wikidata |

## Misc
| imatge | Nom                                               | Ubicat a                                                                          | instància de                                                                   | Detalls | coordenades                                                                                               | Protecció                                  | Commons (més fotos)                 | Dades a WD                    |
| ------ | ------------------------------------------------- | --------------------------------------------------------------------------------- | ------------------------------------------------------------------------------ | --- | --- | ------------------------------------------ | ----------------------------------- | ----------------------------- |
|        | Casa de la Vila de Sant Joan Despí                | Sant Joan Despí                                                                   | casa consistorial                                                              | Arquitecte: Josep Domènech i Mansana Estil: noucentisme 1927                                               | 41° 22′ 04″ N, 2° 03′ 18″ E / 41.367895°N,2.055027°E ca:Camí del Mig, 9 13 msnm                           | bé integrant del patrimoni cultural català | Ajuntament de Sant Joan Despí       | Modifica les dades a Wikidata |
|        | Cementiri municipal                               | Sant Joan Despí                                                                   | cementiri                                                                      | | 41° 22′ 11″ N, 2° 04′ 01″ E / 41.36978°N,2.06686°E ca:C. De la Fontsanta, s/n                             |                                            |                                     | Modifica les dades a Wikidata |
|        | Ciutat Esportiva Joan Gamper                      | Sant Joan Despí                                                                   | complex esportiu camp d'entrenament de futbol                                  | Arquitecte: Enric Batlle i Durany 2005 Superfície: 136839m²                                                | 41° 22′ 33″ N, 2° 03′ 08″ E / 41.37583333°N,2.05222222°E ca:Av. Onze de Setembre s/n                      |                                            | Ciutat Esportiva Joan Gamper        | Modifica les dades a Wikidata |
|        | Club Hoquei en Línia Jujol                        | Sant Joan Despí                                                                   | club esportiu                                                                  | 2001 | |                                            |                                     | Modifica les dades a Wikidata |
|        | Estació de Sant Joan Despí                        | Sant Joan Despí                                                                   | estació de ferrocarril baixador                                                | | 41° 22′ 07″ N, 2° 03′ 37″ E / 41.368563888889°N,2.0602222222222°E                                         |                                            | Sant Joan Despí train station       | Modifica les dades a Wikidata |
|        | Estadi Johan Cruyff                               | Sant Joan Despí                                                                   | estadi de futbol                                                               | Arquitecte: Enric Batlle i Durany Joan Roig i Duran 2017-09-14 Anomenat per: Johan Cruyff                  | 41° 22′ 27″ N, 2° 03′ 02″ E / 41.374224°N,2.050506°E ca:Carrer del Mig, 5a                                |                                            | Estadi Johan Cruyff                 | Modifica les dades a Wikidata |
|        | Fàbrica de Cartró                                 | Sant Joan Despí                                                                   | edifici industrial                                                             | Arquitecte: Josep Domènech i Mansana Josep Maria Jujol i Gibert Melcior Vinyals i Muñoz Estil: noucentisme | 41° 22′ 26″ N, 2° 02′ 50″ E / 41.3738°N,2.04731°E ca:Les Begudes, 25                                      | bé integrant del patrimoni cultural català | Fàbrica de cartró (Sant Joan Despí) | Modifica les dades a Wikidata |
|        | Llobregat                                         | Catalunya província de Barcelona Catalunya Central Àmbit Metropolità de Barcelona | riu                                                                            | Desemboca: mar Mediterrània Llarg: 175km Conca: 4948.3km²                                                  | 42° 16′ 57″ N, 2° 00′ 46″ E / 42.282412°N,2.012826°E 41° 18′ 08″ N, 2° 07′ 55″ E / 41.302248°N,2.131948°E |                                            | Llobregat                           | Modifica les dades a Wikidata |
|        | Panteó Família Serra                              | Sant Joan Despí                                                                   | mausoleu                                                                       | Estil: historicisme arquitectònic 19th century                                                             | 41° 22′ 11″ N, 2° 04′ 01″ E / 41.369754°N,2.066939°E ca:Cementiri municipal 36 msnm                       | bé integrant del patrimoni cultural català | Panteó Família Serra                | Modifica les dades a Wikidata |
|        | Salt de l'Erasme                                  | Sant Joan Despí                                                                   | central hidroelèctrica                                                         | 19th century                                                                                               | 41° 22′ 27″ N, 2° 02′ 52″ E / 41.37429°N,2.0478°E ca:Fàbrica de Cartró. Carrer Les Begudes, 25            |                                            |                                     | Modifica les dades a Wikidata |
|        | Sant Joan Despí                                   | Sant Joan Despí                                                                   | entitat singular de població capital municipal ens local històric de Catalunya | 35012 hab                                                                                                  | 41° 22′ 02″ N, 2° 03′ 27″ E / 41.36718°N,2.0574°E 14 msnm                                                 |                                            |                                     | Modifica les dades a Wikidata |
|        | Sant Joan Despí                                   | Sant Joan Despí                                                                   | vèrtex geodèsic                                                                | | 41° 22′ 09″ N, 2° 03′ 39″ E / 41.369282°N,2.060811°E 78.306 msnm                                          |                                            |                                     | Modifica les dades a Wikidata |
|        | Torre de Can Felip                                | Sant Joan Despí                                                                   | torre de defensa                                                               | Estil: arquitectura romànica                                                                               | 41° 22′ 28″ N, 2° 02′ 57″ E / 41.37433°N,2.04908°E ca:Camí del Mig, Disseminat, 22                        | bé cultural d'interès nacional             | Can Felip (Sant Joan Despí)         | Modifica les dades a Wikidata |
|        | Torre de l'aigua de Sant Joan Despí               | Sant Joan Despí                                                                   | torre d'aigua                                                                  | 2014 | 41° 22′ 14″ N, 2° 04′ 00″ E / 41.37058°N,2.06664°E ca:Parc de la Fontsanta                                |                                            |                                     | Modifica les dades a Wikidata |
|        | capella de Can Pau Torrents                       | Sant Joan Despí                                                                   | edifici religiós                                                               | Estil: historicisme arquitectònic                                                                          | 41° 22′ 15″ N, 2° 03′ 11″ E / 41.37091445922851°N,2.0531671047210693°E ca:Al costat de la masia           |                                            |                                     | Modifica les dades a Wikidata |
|        | la Font del Be a Sant Joan Despí                  | Sant Joan Despí                                                                   | font                                                                           | Estil: arquitectura popular                                                                                | 41° 22′ 09″ N, 2° 03′ 25″ E / 41.369139°N,2.056985°E                                                      |                                            | Font del Be                         | Modifica les dades a Wikidata |
|        | la Masia                                          | Sant Joan Despí                                                                   | camp d'entrenament de futbol                                                   | 1979-10-20 Anomenat per: masia                                                                             | 41° 22′ 59″ N, 2° 07′ 23″ E / 41.383056°N,2.123056°E                                                      |                                            | La Masia                            | Modifica les dades a Wikidata |
|        | pont dels Ferrocarrils Catalans a Sant Joan Despí | Sant Joan Despí Sant Boi de Llobregat                                             | pont pont ferroviari                                                           | Travessa: Llobregat Hi passa: Línia Llobregat-Anoia                                                        | 41° 20′ 55″ N, 2° 02′ 48″ E / 41.34862102076891°N,2.04671859741211°E                                      |                                            |                                     | Modifica les dades a Wikidata |
|        | viaducte de Santa Coloma de Cervelló              | Sant Joan Despí Santa Coloma de Cervelló                                          | viaducte d'una línia ferroviària d'alta velocitat                              | Travessa: Llobregat Hi passa: LAV Madrid - Saragossa - Barcelona - Frontera Francesa Llarg: 552m           | 41° 21′ 32″ N, 2° 02′ 51″ E / 41.358869155413714°N,2.047362327575684°E                                    |                                            |                                     | Modifica les dades a Wikidata |